# Not By Choice
Not By Choice è una band punk rock canadese di Ajax nella provincia dell'Ontario, concittadina dei Sum 41.

## Storia
Hanno realizzato due album, Maybe One Day nel 2002, e Secondhand Opinions nel 2004.  Attualmente hanno un contratto con la Linus Records.  I loro distributori hanno trattato con la Warner Music Canada fino al 2003, e più recentemente con la MapleMusic Recordings.
Maybe One Day ha certamente fatto guadagnare ai Not By Choice notorietà con un MuchMusic Video Award per il Best Independent Video ("Now That You Are Leaving"), un CASBY award per Best Independent Album, e l'inclusione in due compilations Big Shiny Tunes :Now That You Are Leaving e Standing All Alone. Maybe One Day è stato realizzato in Giappone nel settembre del 2003, ed ha avuto un successo sorprendente, vendendo più di 25 000 album. Not By Choice escono dai confini del punk rock usando molta creatività per elevare il loro stile.
Attualmente, i Not By Choice si stanno prendendo una pausa dalle tournée e stanno scrivendo delle canzoni per il nuovo album. La data di realizzazione non è ancora stata stabilita, ma hanno in progetto di entrare presto negli studi di registrazione.

## Discografia

### Album
- 2002: Maybe One Day
- 2004: Secondhand Opinions

### Singoli
- 2002: Standing All Alone
- 2002: Now That You Are Leaving
- 2004: Days Go By (Not By Choice)

## Membri
- Mike Bilcox – chitarrista, cantante
- Glenn "Chico" Dunning – bassista
- Liam Killeen – batterista

## Ex membri
- AJ Bovaird – bassista